# 嘉納芳治
嘉納 芳治（かのう よしじ、1921年〈大正10年〉9月1日 - 没年不明）は、日本の実業家。菊正宗酒造元取締役、元監査役。
妻は九代目嘉納治郎右衛門（本嘉納家9代目当主）の五女・周子。長男はフジ・メディア・ホールディングス代表取締役会長、関西テレビ放送代表取締役会長などを務めた嘉納修治。

## 経歴
兵庫県出身。神戸市東灘区在住。灘の酒造家である嘉納家の一門・乾嘉納家出身。本嘉納商店（現：菊正宗酒造）取締役を務めた嘉納治朗の長男として生まれる。父・治朗は本嘉納家の親戚にあたる嘉納治郎平の四男として生まれ、嘉納百蔵の養子となり本嘉納商店に入社後、嘉納治郎右衛門の片腕として活躍した。
1944年（昭和19年）大阪帝国大学工学部醗酵工学科を卒業後、菊正宗酒造に入社。取締役を経て監査役に就任した。

## 人物
趣味は園芸。宗教は浄土真宗。